# Forest (Virgínia)
Forest és una concentració de població designada pel cens dels Estats Units a l'estat de Virgínia. Segons el cens del 2000 tenia 8.006 habitants.

## Demografia
Segons el cens del 2000, Forest tenia 8.006 habitants, 3.172 habitatges, i 2.293 famílies. La densitat de població era de 211,6 habitants per km².
Dels 3.172 habitatges en un 35,8% hi vivien nens de menys de 18 anys, en un 62,9% hi vivien parelles casades, en un 7,2% dones solteres, i en un 27,7% no eren unitats familiars. En el 24,5% dels habitatges hi vivien persones soles el 5,8% de les quals corresponia a persones de 65 anys o més que vivien soles. El nombre mitjà de persones vivint en cada habitatge era de 2,52 i el nombre mitjà de persones que vivien en cada família era de 3,03.
Per edats la població es repartia de la següent manera: un 26,9% tenia menys de 18 anys, un 6,1% entre 18 i 24, un 31,5% entre 25 i 44, un 26% de 45 a 60 i un 9,5% 65 anys o més.
L'edat mediana era de 38 anys. Per cada 100 dones de 18 o més anys hi havia 92,6 homes.
La renda mediana per habitatge era de 55.089 $ i la renda mediana per família de 67.055 $. Els homes tenien una renda mediana de 46.057 $ mentre que les dones 30.720 $. La renda per capita de la població era de 25.735 $. Entorn del 2,9% de les famílies i el 3,1% de la població estaven per davall del llindar de pobresa.

## Poblacions properes
El següent diagrama mostra les poblacions més properes.